# Satam al-Suqami
Saṭām al-Suqāmī (in arabo  سطام السقامي‎?; Riyad, 28 giugno 1976 – New York, 11 settembre 2001) è stato un terrorista saudita.
Fu uno dei dirottatori suicidi del volo American Airlines 11, schiantatosi contro la Torre Nord del World Trade Center durante gli attentati dell'11 settembre 2001.

## Biografia
Studia giurisprudenza all'Università Re Saʿūd di Riyad. Durante gli studi, si addestra in un campo Al-qaidista vicino a Kabul assieme al compagno di studi Majed Moqed.
Entra negli Stati Uniti per la prima volta il 23 aprile del 2001, e si trasferisce in Florida unendosi ad altri dirottatori. Il suo visto d'ingresso, acquisito il 20 novembre 2000, gli consentiva di restare negli USA fino al 20 novembre 2002, avendo un tempo di scadenza di due anni esatti dal primo giorno disponibile. Si iscrive a una palestra di Boynton Beach in Florida, ed insieme ai fratelli al-Shehri e si allena costantemente (molti dei dirottatori, i cosiddetti “Muscle Hijacker”, potenziarono per mesi la loro forma fisica, in palestra).                                                                                                    In Florida al-Suqami ha fatto uso di una patente di guida rilasciata dall'Arabia Saudita.
Conosciuto come Azmi durante i preparativi, al-Suqami fu uno dei nove dirottatori ad aprire un conto nella banca SunTrust con un deposito in contanti intorno a giugno 2001 e il 3 luglio gli venne fornito un documento identificativo dello Stato della Florida; nonostante ciò, la Commissione dell'11 settembre sostiene che al-Suqami fu l'unico a non essere in possesso di un documento USA.

## Gli attacchi
La sera del 10 settembre 2001, al-Suqami condivide una stanza al Milner Hotel di Boston con Marwan al-Shehhi, Mohand al-Shihri e Fayez Banihammad, tre dei cinque terroristi che si imbarcheranno sul volo United Airlines 175.
La mattina degli attacchi, al-Suqami si registrò al check-in del Logan International Airport di Boston, decidendo di usare il passaporto saudita di suo possesso.                                                                                                                                                                                                        Insieme ai fratelli al-Shihri venne selezionato per un controllo più approfondito del suo bagaglio, che non ebbe problemi a superare. Alle 7:40 tutti e cinque i terroristi si trovavano a bordo dell'aereo, che decollò alle 7:59. al-Suqami occupa il posto 10B.

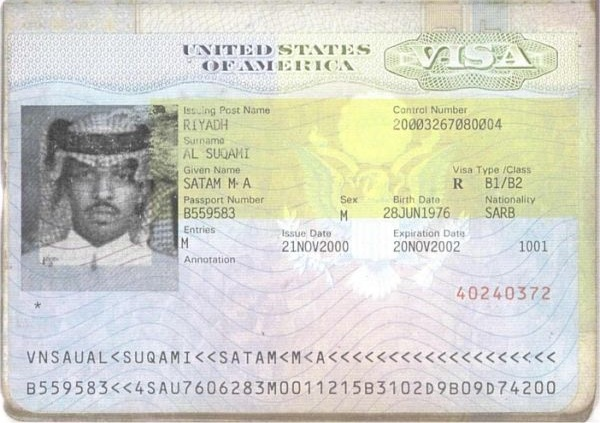
Il visto d'ingresso negli Stati Uniti di Saṭām al-Suqāmī

Le operazioni di dirottamento iniziano intorno alle 8:14, quando Mohamed Atta e Abdulaziz al-Omari uccidono i piloti e prendono i controlli dell'aeromobile; nel frattempo, al-Suqami e i fratelli al-Shihri costringono i passeggeri a dirigersi verso la coda dell'aereo. Si suppone sia stato proprio al-Suqami a sgozzare Daniel Lewin, un passeggero ex appartenente alle forze militari israeliane, per impedirgli di interferire con le operazioni di dirottamento. Alle 8:46 il jet dell'American Airlines si schianta contro la Torre Nord del World Trade Center.